# اسکندریه (فیلم)
«اسکندریه» (انگلیسی: Alexandria (film)) یک فیلم است که در سال ۲۰۰۵ منتشر شد.